# Liste der Munros

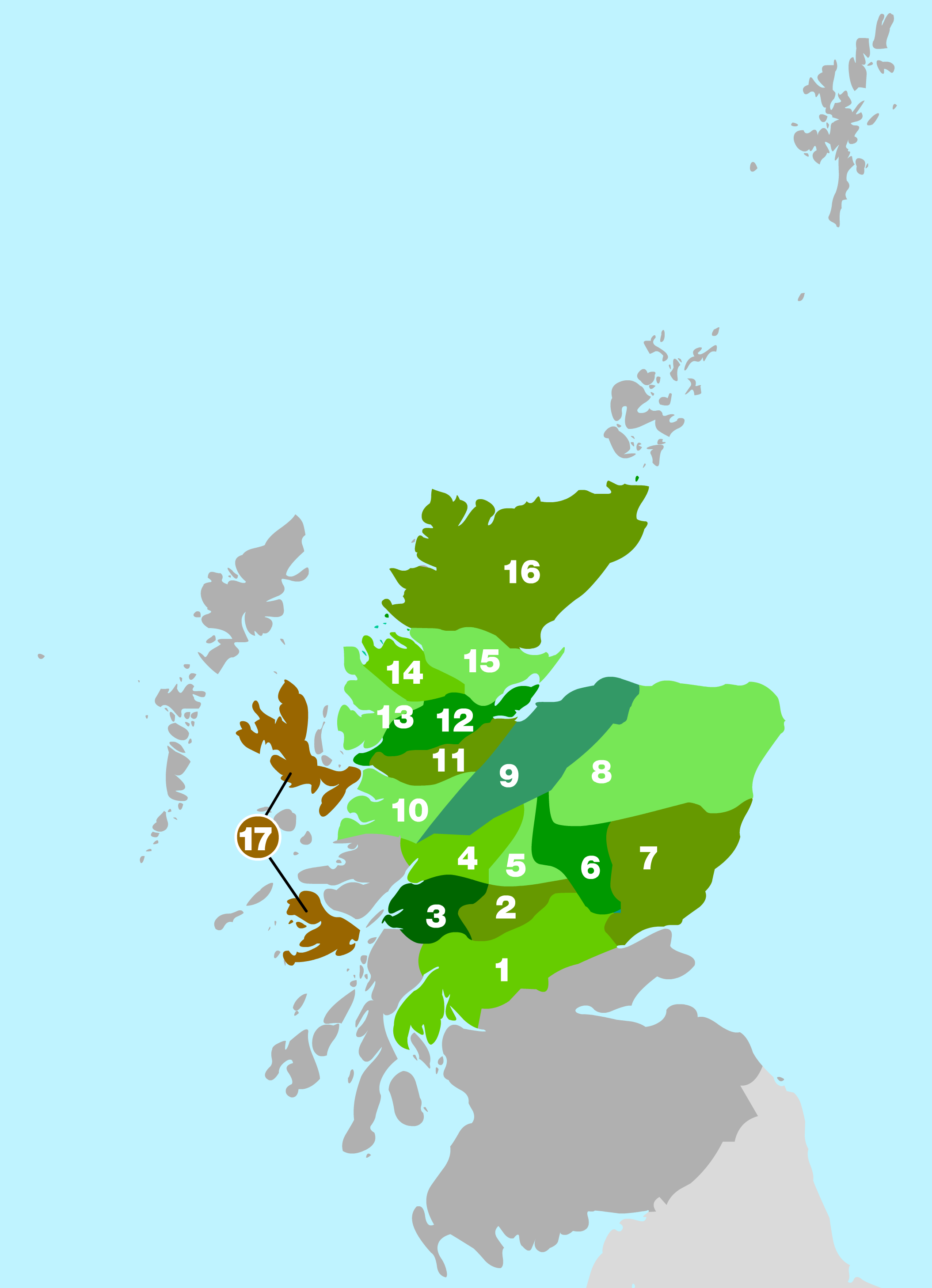
Überblickskarte zur Einteilung der Munros in 17 Regionen durch den SMC

In der Liste der Munros sind alle 282 schottischen Berge aufgeführt, die vom Scottish Mountaineering Club (SMC) und der The Munro Society als Munro eingestuft werden (Stand 2019).
Es gibt keine eindeutige Definition für einen Munro. Sir Hugh Munro stellte erstmals 1891 eine Liste zusammen, in die er alle ihm bekannten schottischen Berge mit über 3000 Fuß (ft) (914,4 m) Höhe aufnahm, die in seinen Augen eigenständige Berge waren und nicht bloß Nebengipfel. Die Liste wird heute von dem von ihm mitbegründeten SMC geführt, der sie mehrmals anhand neuer Messdaten aktualisiert hat. Für die verlangte „Eigenständigkeit“ haben weder Munro selbst noch der SMC jemals eine genaue Definition vorgelegt. Seit 1997 hat der SMC alle über 3000 Fuß hohen Berge mit einer Schartenhöhe von mindestens 500 Fuß (152,4 Meter) in die Liste der Munros aufgenommen, doch weisen weiterhin gut 80 Munros geringere Schartenhöhen auf, teils deutlich unter 100 Metern.
Die Einteilung in Regionen (englisch Sections) orientiert sich an der Liste des SMC, innerhalb der Regionen sind die Munros nach der Höhe sortiert.

## Region 1:Loch LomondbisLoch Tay
| Bild | Name             | Gälischer Name     | Gälische Aussprache | Bedeutung des Namens                  | Höhe in Meter (m) und Fuß (ft) | Schartenhöhe (Prominenz) in Meter (m) | Koordinaten, Council Area  | SMC- Nummer | Teilregion                    | Anmerkungen                                                         |
| ---- | ---------------- | ------------------ | ------------------- | ------------------------------------- | ------------------------------ | ------------------------------------- | -------------------------- | ----------- | ----------------------------- | ------------------------------------------------------------------- |
|      | Ben More         | A’ Bheinn Mhòr     | ə ˈveiɲ ˈvoːr       | Großer Berg                           | 3.852 ft (1.174 m)             | 989 m                                 | Stirling                   | M016        | 1c: Loch Lomond bis Strathyre | Höchster britischer Berg südlich des Tay, höchster Berg in Stirling |
|      | Stob Binnein     | Stob Binnein       | ˈs̪top ˈpiɲɛɲ        | Kegeliger Gipfel                      | 3.822 ft (1.165 m)             | 303 m                                 | Stirling                   | M018        | 1c: Loch Lomond bis Strathyre |                                                                     |
|      | Ben Lui          | Beinn Laoigh       | peɲˈlˠ̪ɤj            | Kalbsberg, Berg des Kalbs             | 3.707 ft (1.130 m)             | 875 m                                 | Stirling                   | M028        | 1d. Inveraray bis Crianlarich |                                                                     |
|      | Cruach Ardrain   | Cruach Àrdrain     | ˈkʰɾuəx ˈaːrˠt̪ɾɛɲ   | Hoher Haufen                          | 3.432 ft (1.046 m)             | 549 m                                 | Stirling                   | M087        | 1c: Loch Lomond bis Strathyre |                                                                     |
|      | Ben Oss          | Beinn Ois          | peɲˈɔʃ              | Berg am Seeabfluss, Berg des Elchs    | 3.376 ft (1.029 m)             | 342 m                                 | Stirling                   | M101        | 1d. Inveraray bis Crianlarich |                                                                     |
|      | Beinn Ìme        | Beinn Ìme          | peɲˈimə             | Butterberg                            | 3.317 ft (1.011 m)             | 696 m                                 | Argyll and Bute            | M118        | 1d. Inveraray bis Crianlarich |                                                                     |
|      | An Caisteal      | An Caisteal        | əŋ ˈkʰaʃtʲalˠ̪       | Die Burg                              | 3.264 ft (995 m)               | 472 m                                 | Stirling                   | M147        | 1c: Loch Lomond bis Strathyre |                                                                     |
|      | Ben Vorlich      | Beinn Mhùrlaig     | ˈpeɲ ˈvuːrˠlˠɛkʲ    | Berg der Bucht                        | 3.232 ft (985 m)               | 831 m                                 | Stirling                   | M165        | 1b: Strathyre bis Strathallan |                                                                     |
|      | Beinn Dubhchraig | Beinn Dubh-chreig  | peɲ ˈt̪uxɾʲekʲ       | Berg der schwarzen Felsen             | 3.209 ft (978 m)               | 199 m                                 | Stirling                   | M175        | 1d. Inveraray bis Crianlarich |                                                                     |
|      | Stùc a’ Chroin   | Stùc a’ Chroin     | ˈs̪tuːʰk ə ˈxɾɔɲ     | Berg des Leids, Berg der Gefahr       | 3.199 ft (975 m)               | 252 m                                 | Stirling/Perth and Kinross | M182        | 1b: Strathyre bis Strathallan |                                                                     |
|      | Ben Lomond       | Beinn Laomainn     | peɲ ˈlˠ̪ɯːməɲ        | Leuchtfeuerberg, Signalberg           | 3.195 ft (974 m)               | 819 m                                 | Stirling                   | M184        | 1c: Loch Lomond bis Strathyre | Südlichster Munro                                                   |
|      | Beinn Bhuidhe    | Beinn Bhuidhe      | ə ˈveiɲ ˈvujə       | Gelber Berg                           | 3.110 ft (948 m)               | 592 m                                 | Argyll and Bute            | M216        | 1d. Inveraray bis Crianlarich |                                                                     |
|      | Beinn Tulaichean | Beinn Thulaichean  | ˈpeɲ ˈhulˠ̪ɪçən      | Berg der Hügelchen                    | 3.104 ft (946 m)               | 121 m                                 | Stirling                   | M220        | 1c: Loch Lomond bis Strathyre |                                                                     |
|      | Ben Vorlich      | Beinn Mhùrlaig     | peɲ ˈvuːrˠlˠ̪ɛkʲ     | Berg der Bucht                        | 3.094 ft (943 m)               | 632 m                                 | Argyll and Bute            | M229        | 1d. Inveraray bis Crianlarich |                                                                     |
|      | Beinn a’ Chroin  | Beinn a’ Chroin    | peɲ əˈxɾɔɲ          | Berg der Gefahr, Berg der Schafhürden | 3.084 ft (940 m)               | 137 m                                 | Stirling                   | M233        | 1c: Loch Lomond bis Strathyre |                                                                     |
|      | Beinn Chabhair   | Beinn Chabhair     | ˈpeiɲ ə ˈxavəɾʲ     | Berg des Habichts                     | 3.061 ft (933 m)               | 314 m                                 | Stirling                   | M244        | 1c: Loch Lomond bis Strathyre |                                                                     |
|      | Ben Chonzie      | Beinn a’ Chòinnich | ˈpe ɲə ˈxɔːɲɪç      | Berg des Mooses                       | 3.054 ft (931 m)               | 648 m                                 | Perth and Kinross          | M250        | 1a: Loch Tay bis Perth        |                                                                     |
|      | Beinn Narnain    | Beinn Narnain      | pejɲ ˈn̪ˠaːrˠnɛɲ     | Schartiger Berg                       | 3.038 ft (926 m)               | 289 m                                 | Argyll and Bute            | M259        | 1d. Inveraray bis Crianlarich |                                                                     |
|      | Beinn a’ Chleibh | Beinn a’ Chleibh   | ˈpeiɲ ə ˈxleːv      | Berg des Korbs, Berg der Truhe        | 3.005 ft (916 m)               | 141 m                                 | Argyll and Bute            | M280        | 1d. Inveraray bis Crianlarich |                                                                     |
|      | Ben Vane         | Beinn Mheadhain    | peɲˈviə.ɛɲ          | Mittlerer Berg                        | 3.002 ft (915 m)               | 423 m                                 | Argyll and Bute            | M281        | 1d. Inveraray bis Crianlarich |                                                                     |

## Region 2:Loch RannochbisLoch Tay
| Bild | Name                  | Gälischer Name        | Gälische Aussprache | Bedeutung des Namens                                     | Höhe in Meter (m) und Fuß (ft) | Schartenhöhe (Prominenz) in Meter (m) | Koordinaten, Council Area         | SMC- Nummer | Teilregion                                  | Anmerkungen                             |
| ---- | --------------------- | --------------------- | ------------------- | -------------------------------------------------------- | ------------------------------ | ------------------------------------- | --------------------------------- | ----------- | ------------------------------------------- | --------------------------------------- |
|      | Ben Lawers            | Beinn Labhair         | peɲˈlˠ̪avəɾʲ         | Berg des lauten Baches                                   | 3.983 ft (1.214 m)             | 915 m                                 | Perth and Kinross                 | M010        | 2b: Glen Lyon bis Glen Dochart und Loch Tay | Höchster Berg in Perth and Kinross      |
|      | An Stùc               | An Stùc               | ən̪ˠˈs̪t̪uxk           | Die Bergspitze                                           | 3.668 ft (1.118 m)             | 127 m                                 | Perth and Kinross                 | M034        | 2b: Glen Lyon bis Glen Dochart und Loch Tay |                                         |
|      | Meall Garbh           | Meall Garbh           | ˈmjaulˠ̪ ˈkaɾav      | Rauer Berg                                               | 3.668 ft (1.118 m)             | 193 m                                 | Perth and Kinross                 | M035        | 2b: Glen Lyon bis Glen Dochart und Loch Tay |                                         |
|      | Beinn Ghlas           | Beinn Ghlas           | ˈpeiɲ ˈɣlˠ̪as̪        | Grün-grauer Hügel                                        | 3.619 ft (1.103 m)             | 107 m                                 | Perth and Kinross                 | M047        | 2b: Glen Lyon bis Glen Dochart und Loch Tay |                                         |
|      | Schiehallion          | Sìdh Chailleann       | ʃiˈxaʎən̪ˠ           | Berg der freundlichen Menschen, Feenhügel der Kaledonier | 3.553 ft (1.083 m)             | 716 m                                 | Perth and Kinross                 | M059        | 2a: Loch Rannoch bis Glen Lyon              | Schauplatz des Schiehallion-Experiments |
|      | Beinn a’ Chreachain   | Beinn a’ Chreachain   | ˈpeiɲ ə ˈxɾʲɛxɛɲ    | Muschelförmiger Berg, Felsiger Berg                      | 3.547 ft (1.081 m)             | 650 m                                 | Perth and Kinross                 | M061        | 2a: Loch Rannoch bis Glen Lyon              |                                         |
|      | Beinn Heasgarnich     | Beinn Heasgarnich     | peɲˈhes̪əɾʲkʲɪɲəx    | Friedvoller Berg, Beschützender Berg                     | 3.537 ft (1.078 m)             | 579 m                                 | Perth and Kinross                 | M062        | 2b: Glen Lyon bis Glen Dochart und Loch Tay |                                         |
|      | Beinn Dorain          | Beinn Dòbhrain        | peɲ ˈt̪ɔːɾɛɲ         | Berg der Rinnsale, Berg der Otter                        | 3.530 ft (1.076 m)             | 332 m                                 | Argyll and Bute                   | M064        | 2a: Loch Rannoch bis Glen Lyon              |                                         |
|      | Meall Corranaich      | Meall Corranaich      |                     | Berg der Sichel                                          | 3.507 ft (1.069 m)             | 202 m                                 | Perth and Kinross                 | M068        | 2b: Glen Lyon bis Glen Dochart und Loch Tay |                                         |
|      | Creag Mhòr            | Creag Mhòr            | ˈkʰɾʲek ˈvoːɾ       | Großer Fels                                              | 3.435 ft (1.047 m)             | 393 m                                 | Perth and Kinross/Stirling        | M084        | 2b: Glen Lyon bis Glen Dochart und Loch Tay |                                         |
|      | Meall nan Tarmachan   | Meall nan Tarmachan   |                     | Berg der Schneehühner                                    | 3.425 ft (1.044 m)             | 492 m                                 | Perth and Kinross                 | M089        | 2b: Glen Lyon bis Glen Dochart und Loch Tay |                                         |
|      | Càrn Mairg            | Càrn Mairg            | ˈkʰaːrˠn ˈmɛɾʲɛkʲ   | Berg der Trauer, Berg der Toten                          | 3.415 ft (1.041 m)             | 465 m                                 | Perth and Kinross                 | M091        | 2a: Loch Rannoch bis Glen Lyon              |                                         |
|      | Meall Ghaordaidh      | Meall Ghaordaidh      |                     | Hügel der Schulter, Hügel des Arms                       | 3.409 ft (1.039 m)             | 491 m                                 | Perth and Kinross/Stirling        | M093        | 2b: Glen Lyon bis Glen Dochart und Loch Tay |                                         |
|      | Ben Achallader        | Beinn Achaladair      | ˈpeɲ ˈaxəlˠ̪ət̪ɛɾʲ    | Berg am Feld des harten Wassers                          | 3.405 ft (1.038 m)             | 225 m                                 | Perth and Kinross/Argyll and Bute | M094        | 2a: Loch Rannoch bis Glen Lyon              |                                         |
|      | Càrn Gorm             | Càrn Gorm             | ˈkʰaːrˠn ˈkɔɾɔm     | Blauer Berg                                              | 3.376 ft (1.029 m)             | 182 m                                 | Perth and Kinross                 | M103        | 2a: Loch Rannoch bis Glen Lyon              |                                         |
|      | Ben Challum           | Beinn Chaluim         | peɲˈxalˠ̪əm          | Malcolms Berg                                            | 3.363 ft (1.025 m)             | 450 m                                 | Stirling                          | M106        | 2b: Glen Lyon bis Glen Dochart und Loch Tay |                                         |
|      | Beinn an Dòthaidh     | Beinn an Dòthaidh     | ˈpeiɲ ən̪ˠ ˈt̪ɔː.ɪ    | Berg des Versengens                                      | 3.294 ft (1.004 m)             | 247 m                                 | Argyll and Bute                   | M129        | 2a: Loch Rannoch bis Glen Lyon              |                                         |
|      | Meall Greigh          | Meall Greigh          | ˈmjalˠ̪ ˈkɾʲe        | Berg des Gestüts, Berg der Rinderherde                   | 3.284 ft (1.001 m)             | 167 m                                 | Perth and Kinross                 | M136        | 2b: Glen Lyon bis Glen Dochart und Loch Tay |                                         |
|      | Meall nan Aighean     | Meall nan Aighean     |                     | Großer Fels, Berg der Hirschkühe                         | 3.218 ft (981 m)               | 136 m                                 | Perth and Kinross                 | M169        | 2a: Loch Rannoch bis Glen Lyon              |                                         |
|      | Meall Garbh           | Meall Garbh           | ˈmjaulˠ̪ ˈkaɾav      | Rauer Berg                                               | 3.176 ft (968 m)               | 104 m                                 | Perth and Kinross                 | M186        | 2a: Loch Rannoch bis Glen Lyon              |                                         |
|      | Stuchd an Lochain     | Stùc an Lochain       | ˈs̪t̪uxk ə ˈlˠ̪ɔxɛɲ    | Berg am kleinen See                                      | 3.150 ft (960 m)               | 482 m                                 | Perth and Kinross                 | M197        | 2a: Loch Rannoch bis Glen Lyon              |                                         |
|      | Meall Glas            | Meall Glas            | ˈmjaulˠ̪ ˈklˠ̪as̪      | Grün-grauer Hügel                                        | 3.146 ft (959 m)               | 554 m                                 | Stirling                          | M199        | 2b: Glen Lyon bis Glen Dochart und Loch Tay |                                         |
|      | Beinn Mhanach         | Beinn Mhanach         |                     | Berg des Mönchs                                          | 3.130 ft (954 m)               | 315 m                                 | Perth and Kinross                 | M211        | 2a: Loch Rannoch bis Glen Lyon              |                                         |
|      | Meall Buidhe          | Meall Buidhe          | mjaulˠ̪ pujə         | Gelber Berg                                              | 3.058 ft (932 m)               | 316 m                                 | Perth and Kinross                 | M248        | 2a: Loch Rannoch bis Glen Lyon              |                                         |
|      | Meall a’ Choire Lèith | Meall a’ Choire Lèith |                     | Berg des grauen Kars                                     | 3.038 ft (926 m)               | 151 m                                 | Perth and Kinross                 | M261        | 2b: Glen Lyon bis Glen Dochart und Loch Tay |                                         |
|      | Sgiath Chùil          | Sgiath Chùil          |                     | Hinterer Rücken                                          | 3.022 ft (921 m)               | 312 m                                 | Stirling                          | M270        | 2b: Glen Lyon bis Glen Dochart und Loch Tay |                                         |

## Region 3:Loch LevenbisConnel BridgeundGlen Lochy
| Bild | Name                                        | Gälischer Name                             | Gälische Aussprache              | Bedeutung des Namens                                 | Höhe in Meter (m) und Fuß (ft) | Schartenhöhe (Prominenz) in Meter (m) | Koordinaten, Council Area | SMC- Nummer | Teilregion                         | Anmerkungen                      |
| ---- | ------------------------------------------- | ------------------------------------------ | -------------------------------- | ---------------------------------------------------- | ------------------------------ | ------------------------------------- | ------------------------- | ----------- | ---------------------------------- | -------------------------------- |
|      | Bidean nam Bian                             | Bidean nam Bian                            | ˈpitʲan nəm ˈpian                | Spitze der Berge                                     | 3.773 ft (1.150 m)             | 845 m                                 | Highland                  | M023        | 3b: Loch Linnhe bis Loch Etive     |                                  |
|      | Ben Cruachan                                | Cruach na Beinne                           | ˈpeɲ ˈkʰɾuəxan                   | Berg der Bergspitzen, Berg der Säulen                | 3.694 ft (1.126 m)             | 879 m                                 | Argyll and Bute           | M031        | 3c. Glen Etive bis Glen Lochy      | Höchster Berg in Argyll and Bute |
|      | Meall a’ Bhùiridh                           | Meall a’ Bhùiridh                          | ˈmjaulˠ̪ ə ˈvuːɾʲɪ                | Berg des Hirschröhrens                               | 3.635 ft (1.108 m)             | 795 m                                 | Highland                  | M045        | 3c. Glen Etive bis Glen Lochy      |                                  |
|      | Creise                                      | Creise                                     | ˈkʰɾʲeʃə                         | unbekannt                                            | 3.600 ft (1.097 m)             | 168 m                                 | Highland                  | M050        | 3c. Glen Etive bis Glen Lochy      |                                  |
|      | Stob Ghabhar                                | Stob Ghabhar                               | ˈs̪t̪op ˈɣavəɾ                     | Spitze der Ziegen                                    | 3.580 ft (1.091 m)             | 393 m                                 | Highland/Argyll and Bute  | M055        | 3c. Glen Etive bis Glen Lochy      |                                  |
|      | Ben Starav                                  | Beinn Starabh                              |                                  | Berg des Knisterns, Berg des Raschelns               | 3.537 ft (1.078 m)             | 446 m                                 | Highland/Argyll and Bute  | M063        | 3c. Glen Etive bis Glen Lochy      |                                  |
|      | Stob Coire Sgreamhach                       | Stob Coire Sgreamhach                      |                                  | Spitze des schrecklichen Kars                        | 3.517 ft (1.072 m)             | 128 m                                 | Highland                  | M065        | 3b: Loch Linnhe bis Loch Etive     |                                  |
|      | Stob Coir’ an Albannaich                    | Stob Coir’ an Albannaich                   |                                  | Spitze des Kars der Schotten                         | 3.425 ft (1.044 m)             | 306 m                                 | Highland/Argyll and Bute  | M090        | 3c. Glen Etive bis Glen Lochy      |                                  |
|      | Beinn a’ Bheithir – Sgorr Dhearg            | Beinn a’ Bheithir – Sgorr Dhearg           | ˈpeɲ ə ˈvehəɾʲ – skuːrˠ ʝɛɾak    | Berg des Blitzstrahls – Rote Spitze                  | 3.360 ft (1.024 m)             | 729 m                                 | Highland                  | M107        | 3b: Loch Linnhe bis Loch Etive     |                                  |
|      | Buachaille Etive Mòr – Stob Dearg           | Buachaille Eite Mòr – Stob Dearg           |                                  | Großer Schäfer von Etive – Rote Spitze               | 3.350 ft (1.021 m)             | 532 m                                 | Highland                  | M110        | 3b: Loch Linnhe bis Loch Etive     |                                  |
|      | Beinn a’ Bheithir – Sgorr Dhonuill          | Beinn a’ Bheithir – Sgurr Dhòmhnaill       |                                  | Berg des Blitzstrahls – Donalds Spitze               | 3.284 ft (1.001 m)             | 244 m                                 | Highland                  | M137        | 3b: Loch Linnhe bis Loch Etive     |                                  |
|      | Stob Diamh                                  | Stob Daimh                                 |                                  | Bergspitze des Hirschs                               | 3.274 ft (998 m)               | 134 m                                 | Argyll and Bute           | M143        | 3c. Glen Etive bis Glen Lochy      |                                  |
|      | Glas Bheinn Mhòr                            | Glas Bheinn Mhòr                           |                                  | Großer grüner Berg                                   | 3.270 ft (997 m)               | 231 m                                 | Argyll and Bute           | M145        | 3c. Glen Etive bis Glen Lochy      |                                  |
|      | Sgùrr na h-Ulaidh                           | Sgùrr na h-Ulaidh                          |                                  | Felsige Spitze des Schatzes                          | 3.261 ft (994 m)               | 415 m                                 | Highland                  | M149        | 3b: Loch Linnhe bis Loch Etive     |                                  |
|      | Beinn Eunaich                               | Beinn Eunaich                              |                                  | Berg des Geflügels                                   | 3.244 ft (989 m)               | 425 m                                 | Argyll and Bute           | M156        | 3c. Glen Etive bis Glen Lochy      |                                  |
|      | Beinn a’ Chochuill                          | Beinn a’ Chochuill                         |                                  | Berg der Muschel                                     | 3.215 ft (980 m)               | 252 m                                 | Argyll and Bute           | M172        | 3c. Glen Etive bis Glen Lochy      |                                  |
|      | Aonach Eagach – Sgorr nam Fiannaidh         | Aonach Eagach – Sgorr nam Fiannaidh        | ˈɯːnəx ˈekəx – ˈs̪kɔɾ nəm ˈfian̪ˠɪ | Schartiger Grat – Spitze von Fingals Kriegern        | 3.173 ft (967 m)               | 622 m                                 | Highland                  | M188        | 3a: Loch Leven bis Rannoch Station |                                  |
|      | Beinn nan Aighenan                          | Beinn nan Aighenan                         |                                  | Berg der Hirschkühe                                  | 3.149 ft (960 m)               | 343 m                                 | Argyll and Bute           | M196        | 3c. Glen Etive bis Glen Lochy      |                                  |
|      | Beinn Fhionnlaidh                           | Beinn Fhionnlaidh                          |                                  | Finlays Berg                                         | 3.146 ft (959 m)               | 510 m                                 | Argyll and Bute           | M198        | 3b: Loch Linnhe bis Loch Etive     |                                  |
|      | Buachaille Etive Beag – Stob Dubh           | Buachaille Eite Beag – Stob Dubh           | ˈpuəxəʎə ˈeʰtʲə ˈpek             | Kleiner Schäfer von Etive – Schwarze Spitze          | 3.143 ft (958 m)               | 469 m                                 | Highland                  | M201        | 3b: Loch Linnhe bis Loch Etive     |                                  |
|      | Buachaille Etive Mòr – Stob na Bròige       | Buachaille Eite Mòr – Stob na Bròige       | ˈpuəxəʎə ˈeʰtʲə moːɾ             | Großer Schäfer von Etive – Schuhspitze               | 3.136 ft (956 m)               | 134 m                                 | Highland                  | M207        | 3b: Loch Linnhe bis Loch Etive     |                                  |
|      | Aonach Eagach – Meall Dearg                 | Aonach Eagach – Meall Dearg                |                                  | Schartiger Grat – Roter Berg                         | 3.127 ft (953 m)               | 120 m                                 | Highland                  | M212        | 3a: Loch Leven bis Rannoch Station |                                  |
|      | Stob a’ Choire Odhair                       | Stob a’ Choire Odhair                      | ˈs̪t̪op ə ˈxɔɾʲə ˈo.əɾ             | Berg des dunklen Kars, Berg des gesprenkelten Kars   | 3.100 ft (945 m)               | 277 m                                 | Highland/Argyll and Bute  | M226        | 3c. Glen Etive bis Glen Lochy      |                                  |
|      | Beinn Sgulaird                              | Beinn Sgulaird                             | ˈpeɲ ˈs̪kulˠ̪ərˠtʲ                 | Hutförmiger Berg                                     | 3.074 ft (937 m)               | 662 m                                 | Argyll and Bute           | M237        | 3b: Loch Linnhe bis Loch Etive     |                                  |
|      | Meall nan Eun                               | Meall nan Eun                              |                                  | Berg der Vögel                                       | 3.044 ft (928 m)               | 174 m                                 | Argyll and Bute           | M254        | 3c. Glen Etive bis Glen Lochy      |                                  |
|      | Buachaille Etive Beag – Stob Coire Raineach | Buachaille Eite Beag – Stob Coire Raineach | ˈpuəxəʎə ˈeʰtʲə ˈpek             | Kleiner Schäfer von Etive – Spitze des farnigen Kars | 3.035 ft (925 m)               | 177 m                                 | Highland                  | M263        | 3b: Loch Linnhe bis Loch Etive     |                                  |

## Region 4:Fort WilliambisLoch Ericht
| Bild | Name                     | Gälischer Name           | Gälische Aussprache    | Bedeutung des Namens                    | Höhe in Meter (m) und Fuß (ft) | Schartenhöhe (Prominenz) in Meter (m) | Koordinaten, Council Area  | SMC- Nummer | Teilregion                      | Anmerkungen                                  |
| ---- | ------------------------ | ------------------------ | ---------------------- | --------------------------------------- | ------------------------------ | ------------------------------------- | -------------------------- | ----------- | ------------------------------- | -------------------------------------------- |
|      | Ben Nevis                | Beinn Nibheis            | ˈbɐiːɲ ˈniːviʃ         | Berg in den Wolken oder Boshafter Berg  | 4.416 ft (1.346 m)             | 1345 m                                | Highland                   | M001        | 4a. Fort William bis Loch Treig | Höchster Berg der britischen Inseln          |
|      | Aonach Beag              | Aonach Beag              | ˈɯːnəx ˈpek            | Kleiner Berg, Kleiner Bergrücken        | 4.048 ft (1.234 m)             | 404 m                                 | Highland                   | M007        | 4a. Fort William bis Loch Treig |                                              |
|      | Aonach Mòr               | Aonach Mòr               | ˈɯːnəx ˈmoːɾ           | Großer Berg, Großer Bergrücken          | 4.005 ft (1.221 m)             | 134 m                                 | Highland                   | M008        | 4a. Fort William bis Loch Treig |                                              |
|      | Càrn Mòr Dearg           | Càrn Mòr Dearg           | ˈkʰaːrˠn ˈmoːɾ ˈtʲɛɾɛk | Großer spitzer roter Berg               | 4.002 ft (1.220 m)             | 165 m                                 | Highland                   | M009        | 4a. Fort William bis Loch Treig |                                              |
|      | Stob Choire Claurigh     | Stob Choire Clamhraidh   | ˈs̪t̪op ˈxɔɾʲə ˈklˠ̪ãũɾɪ  | Spitze des lärmenden Kars               | 3.861 ft (1.177 m)             | 446 m                                 | Highland                   | M015        | 4a. Fort William bis Loch Treig |                                              |
|      | Ben Alder                | Beinn Eallair            | ˈpeɲ ˈɛlˠ̪əɾʲ           | Berg von Fels und Wasser                | 3.766 ft (1.148 m)             | 783 m                                 | Highland                   | M025        | 4c. Loch Treig bis Loch Ericht  |                                              |
|      | Geal-Chàrn               | Geal-Chàrn               |                        | Weißer Berg                             | 3.713 ft (1.132 m)             | 410 m                                 | Highland                   | M026        | 4c. Loch Treig bis Loch Ericht  |                                              |
|      | Binnein Mòr              | Binnein Mòr              | ˈpiɲɛɲ ˈmoːɾ           | Große Spitze                            | 3.707 ft (1.130 m)             | 759 m                                 | Highland                   | M027        | 4b. Die Mamores                 |                                              |
|      | Aonach Beag              | Aonach Beag              | ˈɯːnəx ˈpek            | Kleiner Berg                            | 3.661 ft (1.116 m)             | 99 m                                  | Highland                   | M037        | 4c. Loch Treig bis Loch Ericht  |                                              |
|      | Stob Coire an Laoigh     | Stob Coire an Laoigh     |                        | Spitze des Kälberkars                   | 3.661 ft (1.116 m)             | 74 m                                  | Highland                   | M038        | 4a. Fort William bis Loch Treig |                                              |
|      | Stob Coire Easain        | Stob Coire Easain        | ˈs̪t̪op ˈkʰɔɾʲ ˈes̪ɛɲ     | Spitze des Kars des kleinen Wasserfalls | 3.658 ft (1.115 m)             | 611 m                                 | Highland                   | M039        | 4a. Fort William bis Loch Treig |                                              |
|      | Stob a’ Choire Mheadhoin | Stob a’ Choire Mheadhoin | ˈs̪t̪op ə ˈxɔɾʲə ˈviə.ɛɲ | Spitze des mittleren Kars               | 3.625 ft (1.105 m)             | 140 m                                 | Highland                   | M046        | 4a. Fort William bis Loch Treig |                                              |
|      | Beinn Eibhinn            | Beinn Eibhinn            |                        | Entzückender Berg                       | 3.615 ft (1.102 m)             | 127 m                                 | Highland                   | M048        | 4c. Loch Treig bis Loch Ericht  |                                              |
|      | Sgùrr a’ Mhàim           | Sgùrr a’ Mhàim           | ˈs̪kuːrˠ ə ˈvajm        | Spitze des Passes, Spitze der Brust     | 3.606 ft (1.099 m)             | 316 m                                 | Highland                   | M051        | 4b. Die Mamores                 |                                              |
|      | Sgùrr Choinnich Mòr      | Sgùrr Choinnich Mòr      |                        | Große felsige Spitze des Mooses         | 3.589 ft (1.094 m)             | 159 m                                 | Highland                   | M052        | 4a. Fort William bis Loch Treig |                                              |
|      | Beinn a’ Chlachair       | Beinn a’ Chlachair       |                        | Berg des Steinmetzes                    | 3.566 ft (1.087 m)             | 539 m                                 | Highland                   | M056        | 4c. Loch Treig bis Loch Ericht  |                                              |
|      | Na Gruagaichean          | Na Gruagaichean          |                        | Die Jungfrauen                          | 3.465 ft (1.056 m)             | 98 m                                  | Highland                   | M074        | 4b. Die Mamores                 |                                              |
|      | Geal Chàrn               | Geal Chàrn               |                        | Weißer Berg                             | 3.442 ft (1.049 m)             | 310 m                                 | Highland                   | M081        | 4c. Loch Treig bis Loch Ericht  | Auch als Mullach Coire an Iubhair bezeichnet |
|      | Chno Dearg               | Chno Dearg               |                        | Roter Berg                              | 3.432 ft (1.046 m)             | 644 m                                 | Highland                   | M086        | 4c. Loch Treig bis Loch Ericht  |                                              |
|      | Càrn Dearg               | Càrn Dearg               |                        | Roter spitzer Berg                      | 3.392 ft (1.034 m)             | 158 m                                 | Highland                   | M098        | 4c. Loch Treig bis Loch Ericht  |                                              |
|      | Am Bodach                | Am Bodach                | əmˈpɔt̪əx               | Der alte Mann                           | 3.386 ft (1.032 m)             | 153 m                                 | Highland                   | M099        | 4b. Die Mamores                 |                                              |
|      | Beinn Bheòil             | Beinn Bheòil             |                        | Berg des Mundes                         | 3.343 ft (1.019 m)             | 184 m                                 | Highland                   | M112        | 4c. Loch Treig bis Loch Ericht  |                                              |
|      | Sgùrr Eilde Mòr          | Sgùrr Eilde Mòr          | ˈs̪kuːrˠ ˈeːltʲə moːɾ   | Große Spitze der Hirschkuh              | 3.314 ft (1.010 m)             | 271 m                                 | Highland                   | M123        | 4b. Die Mamores                 |                                              |
|      | Stob Bàn                 | Stob Bàn                 | ˈs̪t̪op ˈpaːn            | Weiße Spitze                            | 3.278 ft (999 m)               | 232 m                                 | Highland                   | M140        | 4b. Die Mamores                 |                                              |
|      | An Gearanach             | An Gearanach             | əŋˈkʲɛɾanəx            | Der Kläger oder Der Nörgler             | 3.222 ft (982 m)               | 151 m                                 | Highland                   | M166        | 4b. Die Mamores                 |                                              |
|      | Stob Coire a’ Chàirn     | Stob Coire a’ Chàirn     | ˈs̪t̪op ˈkʰɔɾʲ ə ˈxaːrˠn | Spitze des Kars des Steinhügels         | 3.219 ft (981 m)               | 124 m                                 | Highland                   | M171        | 4b. Die Mamores                 |                                              |
|      | Stob Coire Sgrìodain     | Stob Coire Sgrìodain     |                        | Spitze des Geröllkars                   | 3.212 ft (979 m)               | 90 m                                  | Highland                   | M174        | 4c. Loch Treig bis Loch Ericht  |                                              |
|      | Stob Bàn                 | Stob Bàn                 | ˈs̪t̪op ˈpaːn            | Weiße Spitze                            | 3.205 ft (977 m)               | 174 m                                 | Highland                   | M178        | 4a. Fort William bis Loch Treig |                                              |
|      | Sgòr Gaibhre             | Sgòr Gaibhre             |                        | Felsige Spitze der Ziegen               | 3.133 ft (955 m)               | 300 m                                 | Highland/Perth and Kinross | M208        | 4c. Loch Treig bis Loch Ericht  |                                              |
|      | Binnein Beag             | Binnein Beag             | ˈpiɲɛɲ ˈpek            | Kleine Spitze                           | 3.094 ft (943 m)               | 197 m                                 | Highland                   | M230        | 4b. Die Mamores                 |                                              |
|      | Càrn Dearg               | Càrn Dearg               |                        | Roter spitzer Berg                      | 3.087 ft (941 m)               | 218 m                                 | Highland/Perth and Kinross | M231        | 4c. Loch Treig bis Loch Ericht  |                                              |
|      | Mullach nan Coirean      | Mullach nan Coirean      | ˈmulˠ̪əx nəŋ ˈkʰɔɾʲən   | Gipfel der Kare                         | 3.081 ft (939 m)               | 93 m                                  | Highland                   | M236        | 4b. Die Mamores                 |                                              |
|      | Beinn na Lap             | Beinn na Lap             |                        | Gefleckter Berg                         | 3.068 ft (935 m)               | 406 m                                 | Highland                   | M241        | 4c. Loch Treig bis Loch Ericht  |                                              |
|      | Creag Pitridh            | Creag Pitridh            |                        | Peters Felsspitze (Bedeutung unsicher)  | 3.031 ft (924 m)               | 105 m                                 | Highland                   | M264        | 4c. Loch Treig bis Loch Ericht  |                                              |

## Region 5:Loch ErichtbisGlen TromieundGlen Garry
| Bild | Name                  | Gälischer Name        | Gälische Aussprache | Bedeutung des Namens                        | Höhe in Meter (m) und Fuß (ft) | Schartenhöhe (Prominenz) in Meter (m) | Koordinaten, Council Area  | SMC- Nummer | Teilregion                     | Anmerkungen |
| ---- | --------------------- | --------------------- | ------------------- | ------------------------------------------- | ------------------------------ | ------------------------------------- | -------------------------- | ----------- | ------------------------------ | ----------- |
|      | Beinn Udlamain        | Beinn Udlamain        | peɲ ˈuːt̪l̪ˠamɛɲ      | Düsterer Berg                               | 3.317 ft (1.011 m)             | 556 m                                 | Perth and Kinross/Highland | M119        | 5a. Loch Ericht bis Glen Garry |             |
|      | Sgairneach Mhòr       | Sgairneach Mhòr       | ˈs̪kaːrˠɲəx ˈvoːɾ    | Großer Geröllhaufen, Großer steiniger Hügel | 3.251 ft (991 m)               | 182 m                                 | Perth and Kinross          | M155        | 5a. Loch Ericht bis Glen Garry |             |
|      | A’ Mharconaich        | A’ Mharconaich        | ə ˈvaɾkɔnɪç         | Ort der Pferde                              | 3.199 ft (975 m)               | 115 m                                 | Highland                   | M179        | 5a. Loch Ericht bis Glen Garry |             |
|      | Meall Chuaich         | Meall Chuaich         |                     | Berg des Quaichs                            | 3.120 ft (951 m)               | 466 m                                 | Highland                   | M214        | 5b. Glen Garry bis Gaick Pass  |             |
|      | Càrn na Caim          | Càrn na Caim          |                     | Felsspitze an der Kurve                     | 3.087 ft (941 m)               | 327 m                                 | Highland/Perth and Kinross | M232        | 5b. Glen Garry bis Gaick Pass  |             |
|      | A’ Bhuidheanach Bheag | A’ Bhuidheanach Bheag | ə ˈvujanəx ˈvek     | Kleiner gelber Platz                        | 3.071 ft (936 m)               | 110 m                                 | Perth and Kinross/Highland | M240        | 5b. Glen Garry bis Gaick Pass  |             |
|      | Geal-Chàrn            | Geal-Chàrn            |                     | Weißer Berg                                 | 3.009 ft (917 m)               | 178 m                                 | Highland                   | M279        | 5a. Loch Ericht bis Glen Garry |             |

## Region 6:Forest of AthollbisBraemarundBlairgowrie
| Bild | Name                                          | Gälischer Name                                | Gälische Aussprache | Bedeutung des Namens                                       | Höhe in Meter (m) und Fuß (ft) | Schartenhöhe (Prominenz) in Meter (m) | Koordinaten, Council Area                | SMC- Nummer | Teilregion                                | Anmerkungen                    |
| ---- | --------------------------------------------- | --------------------------------------------- | ------------------- | ---------------------------------------------------------- | ------------------------------ | ------------------------------------- | ---------------------------------------- | ----------- | ----------------------------------------- | ------------------------------ |
|      | Beinn a’ Ghlò – Càrn nan Gabhar               | Beinn a’ Ghlò – Càrn nan Gabhar               | ˈpeɲ əˈɣlˠ̪ɔː        | Berg des Nebels – Spitze der Ziegen                        | 3.678 ft (1.121 m)             | 657 m                                 | Perth and Kinross                        | M032        | 6b. Pitlochry bis Braemar und Blairgowrie |                                |
|      | Beinn a’ Ghlò – Bràigh Coire Chruinn-bhalgain | Beinn a’ Ghlò – Bràigh Coire Chruinn-bhalgain |                     | Berg des Nebels – Hochland des Kars der runden Felsbrocken | 3.510 ft (1.070 m)             | 223 m                                 | Perth and Kinross                        | M066        | 6b. Pitlochry bis Braemar und Blairgowrie |                                |
|      | Glas Tulaichean                               | Glas Tulaichean                               | ˈklˠ̪as̪ ˈt̪ʰulˠ̪ɪçən   | Graugrüne Hügel                                            | 3.448 ft (1.051 m)             | 384 m                                 | Perth and Kinross                        | M079        | 6b. Pitlochry bis Braemar und Blairgowrie |                                |
|      | Beinn Iutharn Mhòr                            | Beinn Iutharn Mhòr                            |                     | Großer Berg des Kantenpunkts                               | 3.428 ft (1.045 m)             | 247 m                                 | Aberdeenshire                            | M088        | 6b. Pitlochry bis Braemar und Blairgowrie |                                |
|      | Càrn an Rìgh                                  | Càrn an Rìgh                                  |                     | Berg des Königs                                            | 3.376 ft (1.029 m)             | 258 m                                 | Perth and Kinross                        | M102        | 6b. Pitlochry bis Braemar und Blairgowrie |                                |
|      | Beinn Dearg                                   | Beinn Dearg                                   |                     | Roter Berg                                                 | 3.307 ft (1.008 m)             | 472 m                                 | Perth and Kinross                        | M124        | 6a. Glen Tromie bis Glen Tilt             |                                |
|      | An Sgarsoch                                   | An Sgarsoch                                   |                     | Platz der scharfen Felsen                                  | 3.301 ft (1.006 m)             | 319 m                                 | Perth and Kinross/Aberdeenshire          | M126        | 6a. Glen Tromie bis Glen Tilt             |                                |
|      | Càrn an Fhidhleir                             | Càrn an Fhidhleir                             |                     | Spitze des Fiedelspielers                                  | 3.261 ft (994 m)               | 284 m                                 | Perth and Kinross/Highland/Aberdeenshire | M148        | 6a. Glen Tromie bis Glen Tilt             | Auch als Carn Ealar bezeichnet |
|      | Beinn a’ Ghlò – Càrn Liath                    | Beinn a’ Ghlò – Càrn Liath                    |                     | Berg des Nebels – Grauer Berg                              | 3.202 ft (976 m)               | 211 m                                 | Perth and Kinross                        | M181        | 6b. Pitlochry bis Braemar und Blairgowrie |                                |
|      | Càrn a’ Gheòidh                               | Càrn a’ Gheòidh                               | ˈkʰaːrˠn ə ˈʝɔːj    | Berg der Gänse                                             | 3.199 ft (975 m)               | 298 m                                 | Perth and Kinross/Aberdeenshire          | M180        | 6b. Pitlochry bis Braemar und Blairgowrie |                                |
|      | Càrn a’ Chlamain                              | Càrn a’ Chlamhain                             | ˈkʰaːrˠn ə ˈxlˠ̪avɛɲ | Spitze des Bussards                                        | 3.159 ft (963 m)               | 317 m                                 | Perth and Kinross                        | M192        | 6a. Glen Tromie bis Glen Tilt             |                                |
|      | Càrn Bhac                                     | Càrn Bhac                                     |                     | Berg des Torfwalls                                         | 3.104 ft (946 m)               | 187 m                                 | Aberdeenshire                            | M221        | 6b. Pitlochry bis Braemar und Blairgowrie |                                |
|      | An Socach                                     | An Socach                                     | ən̪ˠˈs̪t̪ɔxkəx         | Vorstehender Ort, Schnabel, Schnauze                       | 3.097 ft (944 m)               | 188 m                                 | Aberdeenshire                            | M227        | 6b. Pitlochry bis Braemar und Blairgowrie |                                |
|      | The Cairnwell                                 | An Càrn Bhailg                                | əŋˈkʰaːrˠn ˈvɛlɛkʲ  | Berg der Säcke                                             | 3.061 ft (933 m)               | 125 m                                 | Aberdeenshire/Perth and Kinross          | M245        | 6b. Pitlochry bis Braemar und Blairgowrie |                                |
|      | Càrn Aosda                                    | Càrn Aosda                                    | ˈkʰaːrˠn ˈɯːs̪t̪ə     | Berg des Alters                                            | 3.009 ft (917 m)               | 122 m                                 | Aberdeenshire                            | M278        | 6b. Pitlochry bis Braemar und Blairgowrie |                                |

## Region 7:BraemarbisMontrose
| Bild | Name                      | Gälischer Name                  | Gälische Aussprache | Bedeutung des Namens                                 | Höhe in Meter (m) und Fuß (ft) | Schartenhöhe (Prominenz) in Meter (m) | Koordinaten, Council Area | SMC- Nummer | Teilregion | Anmerkungen                                                    |
| ---- | ------------------------- | ------------------------------- | ------------------- | ---------------------------------------------------- | ------------------------------ | ------------------------------------- | ------------------------- | ----------- | ---------- | -------------------------------------------------------------- |
|      | Lochnagar – Cac Càrn Beag | Lochan na Gaire – Cac Càrn Beag | peɲˈçiəxən          | Kleiner See des lauten Geräuschs – Kleiner Kothaufen | 3.789 ft (1.155 m)             | 671 m                                 | Aberdeenshire             | M021        |            | Ursprünglicher gälischer Name Beinn Chìochan (Berg der Brüste) |
|      | Càrn a’ Choire Bhoidheach | Càrn a’ Choire Bhoidheach       |                     | Berg des schönen Kars                                | 3.638 ft (1.109 m)             | 74 m                                  | Aberdeenshire             | M042        |            |                                                                |
|      | Glas Maol                 | Glas Maol                       |                     | Grüngrauer kahler Berg                               | 3.504 ft (1.068 m)             | 194 m                                 | Angus                     | M069        |            | Höchster Berg in Angus                                         |
|      | Cairn of Claise           | Càrn na Claise                  |                     | Berg des grünen grasigen Platzes                     | 3.491 ft (1.064 m)             | 119 m                                 | Angus/Aberdeenshire       | M071        |            |                                                                |
|      | Càrn an t-Sagairt Mòr     | Càrn an t-Sagairt Mòr           |                     | Großer Berg des Priesters                            | 3.435 ft (1.047 m)             | 85 m                                  | Aberdeenshire             | M083        |            | Auch als Carn Taggart bezeichnet                               |
|      | Càrn an Tuirc             | Càrn an Tuirc                   |                     | Berg des Keilers                                     | 3.343 ft (1.019 m)             | 64 m                                  | Aberdeenshire             | M113        |            |                                                                |
|      | Cairn Bannoch             | Càrn a’ Bheannaich              |                     | Spitzer Berg                                         | 3.320 ft (1.012 m)             | 77 m                                  | Aberdeenshire/Angus       | M117        |            |                                                                |
|      | Broad Cairn               |                                 |                     | Breiter Berg                                         | 3.274 ft (998 m)               | 64 m                                  | Aberdeenshire/Angus       | M142        |            |                                                                |
|      | Creag Leacach             | Creag Leacach                   |                     | Schiefer Felsen                                      | 3.238 ft (987 m)               | 68 m                                  | Angus/Perth and Kinross   | M159        |            |                                                                |
|      | Tolmount                  | An Dul Monadh                   |                     | Berg des Tals                                        | 3.143 ft (958 m)               | 72 m                                  | Angus/Aberdeenshire       | M202        |            |                                                                |
|      | Tom Buidhe                | Tom Buidhe                      |                     | Gelber Hügel                                         | 3.140 ft (957 m)               | 71 m                                  | Angus                     | M204        |            |                                                                |
|      | Driesh                    | Dris                            |                     | Dornbusch, Brombeerbusch                             | 3.107 ft (947 m)               | 138 m                                 | Angus                     | M219        |            |                                                                |
|      | Mount Keen                | Monadh Caoin                    | ˈmɔnəɣ kʰɯːɲ        | Sanfter Berg                                         | 3.081 ft (939 m)               | 312 m                                 | Aberdeenshire             | M235        |            | Östlichster Munro                                              |
|      | Mayar                     | Mayar                           |                     | Bedeutung unklar                                     | 3.045 ft (928 m)               | 111 m                                 | Angus                     | M253        |            |                                                                |

## Region 8: DieCairngorms
| Bild | Name                                 | Gälischer Name          | Gälische Aussprache        | Bedeutung des Namens                          | Höhe in Meter (m) und Fuß (ft) | Schartenhöhe (Prominenz) in Meter (m) | Koordinaten, Council Area | SMC- Nummer | Teilregion | Anmerkungen                                                            |
| ---- | ------------------------------------ | ----------------------- | -------------------------- | --------------------------------------------- | ------------------------------ | ------------------------------------- | ------------------------- | ----------- | ---------- | ---------------------------------------------------------------------- |
|      | Ben Macdui                           | Beinn MacDuibh          | peɲ maʰkˈt̪ɯj               | Berg des Sohns von Duff/MacDuff               | 4.295 ft (1.309 m)             | 950 m                                 | Aberdeenshire/Moray       | M002        |            | Höchster Berg der Cairngorms, zweithöchster Berg der britischen Inseln |
|      | Braeriach                            | Am Bràigh Riabhach      | əm ˈpɾaːj ˈrˠiəvəx         | Grau gescheckter oberer Teil                  | 4.252 ft (1.296 m)             | 461 m                                 | Aberdeenshire/Highland    | M003        |            |                                                                        |
|      | Cairn Toul                           | Càrn an t-Sabhail       | ˈkʰaːrˠn ən ˈt̪o.əlˠ̪        | Berg der Scheune, Berg des Stalls             | 4.236 ft (1.291 m)             | 166 m                                 | Aberdeenshire             | M004        |            |                                                                        |
|      | Sgòr an Lochain Uaine                | Sgòr an Lochain Uaine   | ˈkʰaːrˠn ən ˈt̪o.əlˠ̪        | Berg des kleinen grünen Sees                  | 4.127 ft (1.258 m)             | 118 m                                 | Aberdeenshire             | M005        |            | Im 19. Jahrhundert auch als The Angel’s Peak bezeichnet                |
|      | Cairn Gorm                           | An Càrn Gorm            | əŋ ˈkʰaːrˠŋ ˈkɔɾɔm         | Blauer Berg                                   | 4.085 ft (1.245 m)             | 146 m                                 | Highland/Moray            | M006        |            |                                                                        |
|      | Beinn a’ Bhùird                      | Beinn a’ Bhùird         | ˈpeiɲ ə ˈvuːrˠtʲ           | Berg des Tischs                               | 3.927 ft (1.197 m)             | 456 m                                 | Aberdeenshire/Moray       | M011        |            |                                                                        |
|      | Beinn Mheadhoin                      | Beinn Mheadhoin         | ˈpeiɲ ˈviə.ɛɲ              | Mittlerer Berg                                | 3.878 ft (1.182 m)             | 254 m                                 | Moray                     | M013        |            |                                                                        |
|      | Ben Avon – Leabaidh an Daimh Bhuidhe | Beinn Athfhinn          | ˈpeɲ ˈahɪɲ                 | Berg des Leuchtenden, Bett des gelben Hirschs | 3.842 ft (1.171 m)             | 197 m                                 | Aberdeenshire/Moray       | M017        |            |                                                                        |
|      | Beinn Bhrotain                       | Beinn Bhrotain          |                            | Berg der Dogge, Berg des Mastiffs             | 3.796 ft (1.157 m)             | 258 m                                 | Aberdeenshire             | M019        |            |                                                                        |
|      | Derry Cairngorm                      | Càrn Gorm an Doire      | ˈkʰaːrˠn ˈkɔɾɔm ən̪ˠ ˈt̪ɤɾʲə | Blauer Berg von Derry                         | 3.789 ft (1.155 m)             | 141 m                                 | Aberdeenshire             | M020        |            |                                                                        |
|      | Sgòr Gaoith                          | Sgòr Gaoith             |                            | Spitze des Winds                              | 3.668 ft (1.118 m)             | 242 m                                 | Highland                  | M036        |            |                                                                        |
|      | Monadh Mòr                           | Monadh Mòr              |                            | Der große Berg                                | 3.652 ft (1.113 m)             | 138 m                                 | Highland/Aberdeenshire    | M040        |            |                                                                        |
|      | Bynack More                          | A’ Bheithneag Mhòr      | ə ˈvenak ˈvoːɾ             | Bedeutung unklar                              | 3.576 ft (1.090 m)             | 283 m                                 | Highland                  | M054        |            |                                                                        |
|      | Beinn a’ Chaorainn                   | Beinn a’ Chaorainn      | peɲ əˈxɯːɾɛɲ               | Berg der Eberesche                            | 3.553 ft (1.083 m)             | 246 m                                 | Aberdeenshire/Moray       | M058        |            |                                                                        |
|      | Càrn a’ Mhàim                        | Càrn a’ Mhàim           | ˈkʰaːrˠn ə ˈvajm           | Berg des Passes                               | 3.402 ft (1.037 m)             | 231 m                                 | Aberdeenshire             | M095        |            |                                                                        |
|      | Mullach Clach a’ Bhlàir              | Mullach Clach a’ Bhlàir |                            | Gipfel der steinigen Ebene                    | 3.343 ft (1.019 m)             | 104 m                                 | Highland                  | M114        |            |                                                                        |
|      | The Devil’s Point                    | Bod an Deamhain         | ˈpɔt̪ əɲ ˈtʲɛu.ɛɲ           | Penis des Teufels                             | 3.294 ft (1.004 m)             | 89 m                                  | Aberdeenshire             | M130        |            |                                                                        |
|      | Beinn Bhreac                         | Beinn Bhreac            |                            | Gefleckter Berg                               | 3.054 ft (931 m)               | 83 m                                  | Aberdeenshire             | M249        |            |                                                                        |

## Region 9:Spean BridgebisElgin
| Bild | Name                    | Gälischer Name          | Gälische Aussprache | Bedeutung des Namens                             | Höhe in Meter (m) und Fuß (ft) | Schartenhöhe (Prominenz) in Meter (m) | Koordinaten, Council Area | SMC- Nummer | Teilregion                     | Anmerkungen       |
| ---- | ----------------------- | ----------------------- | ------------------- | ------------------------------------------------ | ------------------------------ | ------------------------------------- | ------------------------- | ----------- | ------------------------------ | ----------------- |
|      | Creag Meagaidh          | Creag Meagaidh          |                     | Fels des Sumpflands                              | 3.701 ft (1.128 m)             | 867 m                                 | Highland                  | M030        | 9b: Loch Lochy bis Loch Laggan |                   |
|      | Stob Poite Coire Ardair | Stob Poite Coire Ardair |                     | Spitze des Kessels des hohen Kars                | 3.458 ft (1.054 m)             | 109 m                                 | Highland                  | M076        | 9b: Loch Lochy bis Loch Laggan |                   |
|      | Beinn a’ Chaorainn      | Beinn a’ Chaorainn      | ˈpeɲəˈxɯːɾɛɲ        | Berg der Eberesche                               | 3.451 ft (1.052 m)             | 230 m                                 | Highland                  | M080        | 9b: Loch Lochy bis Loch Laggan |                   |
|      | Càrn Liath              | Càrn Liath              |                     | Grauer Berg                                      | 3.301 ft (1.006 m)             | 87 m                                  | Highland                  | M127        | 9b: Loch Lochy bis Loch Laggan |                   |
|      | Càrn Dearg              | Càrn Dearg              | ˈkʰaːrˠn ˈtʲɛɾɛk    | Roter spitzer Berg                               | 3.100 ft (945 m)               | 590 m                                 | Highland                  | M225        | 9a: Monadh Liath               |                   |
|      | A’ Chailleach           | A’ Chailleach           |                     | Die alte Frau                                    | 3.051 ft (930 m)               | 108 m                                 | Highland                  | M251        | 9a: Monadh Liath               |                   |
|      | Geal Chàrn              | Geal Chàrn              |                     | Weißer Berg                                      | 3.038 ft (926 m)               | 101 m                                 | Highland                  | M260        | 9a: Monadh Liath               |                   |
|      | Càrn Sgulain            | Càrn an Sgùlain         |                     | Berg des Korbs oder Berg des kleinen alten Manns | 3.018 ft (920 m)               | 72 m                                  | Highland                  | M271        | 9a: Monadh Liath               |                   |
|      | Beinn Teallach          | Beinn Teallach          |                     | Berg der Schmiede                                | 3.001 ft (915 m)               | 300 m                                 | Highland                  | M282        | 9b: Loch Lochy bis Loch Laggan | Niedrigster Munro |

## Region 10:Glen ShielbisGlenfinnan
| Bild | Name                    | Gälischer Name          | Gälische Aussprache      | Bedeutung des Namens                                    | Höhe in Meter (m) und Fuß (ft) | Schartenhöhe (Prominenz) in Meter (m) | Koordinaten, Council Area | SMC- Nummer | Teilregion                                     | Anmerkungen                                   |
| ---- | ----------------------- | ----------------------- | ------------------------ | ------------------------------------------------------- | ------------------------------ | ------------------------------------- | ------------------------- | ----------- | ---------------------------------------------- | --------------------------------------------- |
|      | Sgùrr na Cìche          | Sgùrr na Cìche          | ˈs̪kuːrˠ nə ˈkʰʲiːçə      | Felsiger Berg der Brust, Felsspitze der Brust           | 3.412 ft (1.040 m)             | 839 m                                 | Highland                  | M092        | 10b: Knoydart bis Glen Kingie                  |                                               |
|      | Gleouraich              | Gleadhraich             | ˈklɛːɾɪç                 | Aufruhr, Lärm                                           | 3.396 ft (1.035 m)             | 768 m                                 | Highland                  | M097        | 10a: Glen Shiel bis Loch Hourn und Glen Quoich |                                               |
|      | Sgùrr a’ Mhaoraich      | Sgùrr a’ Mhaoraich      | ˈs̪kuːrˠ ə ˈvɯːɾɪç        | Spitze des Krebses, Spitze der Schalentiere             | 3.369 ft (1.027 m)             | 708 m                                 | Highland                  | M104        | 10a: Glen Shiel bis Loch Hourn und Glen Quoich | Auch als Sgùrr a’ Mhorair bezeichnet          |
|      | Aonach air Chrith       | Aonach air Chrith       |                          | Zitternder Grat                                         | 3.350 ft (1.021 m)             | 491 m                                 | Highland                  | M109        | 10a: Glen Shiel bis Loch Hourn und Glen Quoich |                                               |
|      | Ladhar Bheinn           | Ladhar Bheinn           | ˈlˠ̪ɤ.əɾveɲ               | Berg des Hufs, Berg der Klaue                           | 3.346 ft (1.020 m)             | 795 m                                 | Highland                  | M111        | 10b: Knoydart bis Glen Kingie                  | westlichster Munro des schottischen Festlands |
|      | Garbh Chioch Mhòr       | Garbh Chioch Mhòr       |                          | Großer rauer Ort der Brust                              | 3.323 ft (1.013 m)             | 168 m                                 | Highland                  | M116        | 10b: Knoydart bis Glen Kingie                  |                                               |
|      | The Saddle              | An Dìollaid             | ən̪ˠ ˈtʲiəlˠ̪ətʲ           | Der Sattel                                              | 3.317 ft (1.011 m)             | 334 m                                 | Highland                  | M121        | 10a: Glen Shiel bis Loch Hourn und Glen Quoich |                                               |
|      | Sgùrr an Doire Leathain | Sgùrr an Doire Leathain |                          | Spitze des breiten Eichendickichts                      | 3.314 ft (1.010 m)             | 189 m                                 | Highland                  | M122        | 10a: Glen Shiel bis Loch Hourn und Glen Quoich |                                               |
|      | Sgùrr an Lochain        | Sgùrr an Lochain        |                          | Spitze des kleinen Sees                                 | 3.294 ft (1.004 m)             | 123 m                                 | Highland                  | M131        | 10a: Glen Shiel bis Loch Hourn und Glen Quoich |                                               |
|      | Sgùrr Mòr               | Sgùrr Mòr               |                          | Große Spitze                                            | 3.291 ft (1.003 m)             | 341 m                                 | Highland                  | M132        | 10b: Knoydart bis Glen Kingie                  |                                               |
|      | Spidean Mialach         | Spidean Mialach         |                          | Spitze des Hirschs, Spitze der wilden Tiere             | 3.268 ft (996 m)               | 257 m                                 | Highland                  | M146        | 10a: Glen Shiel bis Loch Hourn und Glen Quoich |                                               |
|      | Druim Shionnach         | Druim Shionnach         |                          | Berggrat des Fuchses                                    | 3.238 ft (987 m)               | 101 m                                 | Highland                  | M160        | 10a: Glen Shiel bis Loch Hourn und Glen Quoich |                                               |
|      | Gulvain                 | Gaor Bheinn             | ˈkɯːɾveɲ                 | Dreckiger Berg, lärmender Berg                          | 3.238 ft (987 m)               | 842 m                                 | Highland                  | M161        | 10d: Mallaig bis Fort William                  |                                               |
|      | Maol Chinn-dearg        | Maol Chinn-dearg        |                          | Kahler roter Kopf                                       | 3.219 ft (981 m)               | 139 m                                 | Highland                  | M168        | 10a: Glen Shiel bis Loch Hourn und Glen Quoich |                                               |
|      | Beinn Sgritheall        | Beinn Sgritheall        | ˈpeɲ ˈs̪kɾʲihəlˠ̪          | Geröllberg, Schotterberg                                | 3.196 ft (974 m)               | 500 m                                 | Highland                  | M183        | 10a: Glen Shiel bis Loch Hourn und Glen Quoich |                                               |
|      | Sgùrr Thuilm            | Sgùrr Thuilm            |                          | Felsige Spitze des Hügels                               | 3.159 ft (963 m)               | 614 m                                 | Highland                  | M193        | 10d: Mallaig bis Fort William                  |                                               |
|      | Sgùrr nan Coireachan    | Sgùrr nan Coireachan    |                          | Spitze der Kare                                         | 3.136 ft (956 m)               | 234 m                                 | Highland                  | M206        | 10d: Mallaig bis Fort William                  |                                               |
|      | Sgùrr nan Coireachan    | Sgùrr nan Coireachan    |                          | Spitze der Kare                                         | 3.127 ft (953 m)               | 220 m                                 | Highland                  | M213        | 10b: Knoydart bis Glen Kingie                  |                                               |
|      | Creag a’ Mhaim          | Creag a’ Mhàim          |                          | Fels des Passes, Fels der Brust                         | 3.104 ft (946 m)               | 80 m                                  | Highland                  | M218        | 10a: Glen Shiel bis Loch Hourn und Glen Quoich |                                               |
|      | Meall Buidhe            | Meall Buidhe            |                          | Gelber Berg                                             | 3.104 ft (946 m)               | 496 m                                 | Highland                  | M222        | 10b: Knoydart bis Glen Kingie                  |                                               |
|      | Sgùrr na Sgine          | Sgùrr na Sgine          | ˈs̪kuːrˠ nə ˈs̪kʲinə       | Spitze des Messers                                      | 3.104 ft (946 m)               | 247 m                                 | Highland                  | M223        | 10a: Glen Shiel bis Loch Hourn und Glen Quoich |                                               |
|      | Luinne Bheinn           | Luinne Bheinn           |                          | Berg der Fröhlichkeit, Berg der Weise, Berg der Melodie | 3.081 ft (939 m)               | 255 m                                 | Highland                  | M234        | 10b: Knoydart bis Glen Kingie                  |                                               |
|      | Sròn a’ Choire Ghairbh  | Sròn a’ Choire Ghairbh  | ˈs̪t̪ɾɔːn ə ˈxɔɾʲə ˈɣɛɾʲɛv | Nase/Vorsprung des rauen Kars                           | 3.074 ft (937 m)               | 622 m                                 | Highland                  | M239        | 10c: Loch Arkaig bis Glen Moriston             |                                               |
|      | Gairich                 | Gairich                 | ˈkaɾʲɪç                  | Brüllend, röhrend                                       | 3.015 ft (919 m)               | 552 m                                 | Highland                  | M272        | 10b: Knoydart bis Glen Kingie                  |                                               |
|      | Creag nan Damh          | Creag nan Damh          |                          | Fels der Hirsche                                        | 3.012 ft (918 m)               | 189 m                                 | Highland                  | M274        | 10a: Glen Shiel bis Loch Hourn und Glen Quoich |                                               |
|      | Meall na Teanga         | Meall na Teanga         | ˈmjaulˠ̪ nə ˈtʰʲɛŋɡə      | Berg der Zunge                                          | 3.012 ft (918 m)               | 303 m                                 | Highland                  | M275        | 10c: Loch Arkaig bis Glen Moriston             |                                               |

## Region 11:Loch DuichbisLoch Ness, südlich vonLoch Mullardoch
| Bild | Name                      | Gälischer Name            | Gälische Aussprache         | Bedeutung des Namens                      | Höhe in Meter (m) und Fuß (ft) | Schartenhöhe (Prominenz) in Meter (m) | Koordinaten, Council Area | SMC- Nummer | Teilregion                         | Anmerkungen                           |
| ---- | ------------------------- | ------------------------- | --------------------------- | ----------------------------------------- | ------------------------------ | ------------------------------------- | ------------------------- | ----------- | ---------------------------------- | ------------------------------------- |
|      | Càrn Eighe                | Càrn Eighe                | ˈkʰaːrˠn ˈekʲə              | Berg der Feile, Berg des Einschnitts      | 3.881 ft (1.183 m)             | 1147 m                                | Highland                  | M012        | 11a: Loch Duich bis Cannich        | Höchster Berg nördlich des Great Glen |
|      | Mam Soul                  | Mam Sodhail               | mamˈs̪o.al                   | Berg der Scheunen                         | 3.875 ft (1.181 m)             | 135 m                                 | Highland                  | M014        | 11a: Loch Duich bis Cannich        |                                       |
|      | Sgùrr nan Ceathreamhnan   | Sgùrr nan Ceathreamhnan   | ˈs̪kuːrˠ nəŋ ˈkʰʲɛɾəvən      | Spitze der Viertel                        | 3.776 ft (1.151 m)             | 435 m                                 | Highland                  | M022        | 11a: Loch Duich bis Cannich        |                                       |
|      | A’ Chràlaig               | A’ Chràileag              | əˈxɾaːlˠ̪ɛkʲ                 | Der Korb, die Reuse                       | 3.675 ft (1.120 m)             | 786 m                                 | Highland                  | M033        | 11b: Glen Affric bis Glen Moriston |                                       |
|      | Tom a’ Choinich           | Tom a’ Choinich           |                             | Moosiger Hügel                            | 3.648 ft (1.112 m)             | 149 m                                 | Highland                  | M041        | 11a: Loch Duich bis Cannich        |                                       |
|      | Sgùrr nan Conbhairean     | Sgùrr nan Conbhairean     |                             | Spitze des Hüters der Jagdhunde           | 3.638 ft (1.109 m)             | 382 m                                 | Highland                  | M044        | 11b: Glen Affric bis Glen Moriston |                                       |
|      | Mullach Fraoch-choire     | Mullach Fraoch-choire     |                             | Berg des Heidekars                        | 3.615 ft (1.102 m)             | 153 m                                 | Highland                  | M049        | 11b: Glen Affric bis Glen Moriston |                                       |
|      | Sgùrr Fhuaran             | Sgùrr Fhuaran             | s̪kuːrˠ ˈuəɾɛɲ               | Spitze der Quelle (unsicher)              | 3.501 ft (1.067 m)             | 663 m                                 | Highland                  | M070        | 11a: Loch Duich bis Cannich        |                                       |
|      | Toll Creagach             | Toll Creagach             |                             | Felsige Höhlung                           | 3.458 ft (1.054 m)             | 182 m                                 | Highland                  | M077        | 11a: Loch Duich bis Cannich        |                                       |
|      | Sgùrr a’ Bhealaich Dheirg | Sgùrr a’ Bhealaich Dheirg | ˈs̪kuːrˠ ə ˈvjalˠ̪ɪç ˈʝeɾʲekʲ | Spitze des roten Passes                   | 3.399 ft (1.036 m)             | 311 m                                 | Highland                  | M096        | 11a: Loch Duich bis Cannich        |                                       |
|      | Ben Attow                 | Beinn Fhada               | ˈpeiɲ ˈat̪ə                  | Langer Berg                               | 3.386 ft (1.032 m)             | 647 m                                 | Highland                  | M100        | 11a: Loch Duich bis Cannich        |                                       |
|      | Sgùrr na Ciste Duibhe     | Sgùrr na Ciste Dhuibhe    | s̪kuːrˠ nə ˈkʰʲiʃtʲə ˈt̪ɯjə   | Spitze des schwarzen Kastens              | 3.369 ft (1.027 m)             | 178 m                                 | Highland                  | M105        | 11a: Loch Duich bis Cannich        |                                       |
|      | Beinn Fhionnlaidh         | Beinn Fhionnlaidh         |                             | Finlays Berg                              | 3.297 ft (1.005 m)             | 173 m                                 | Highland                  | M128        | 11a: Loch Duich bis Cannich        |                                       |
|      | Sàil Chaorainn            | Sàil Chaorainn            |                             | Absatz der Eberesche, Kante der Eberesche | 3.287 ft (1.002 m)             | 88 m                                  | Highland                  | M133        | 11b: Glen Affric bis Glen Moriston |                                       |
|      | Sgùrr na Càrnach          | Sgùrr na Càrnach          | ˈs̪kuːrˠ nə ˈkʰaːrˠnəx       | Steinige Spitze                           | 3.287 ft (1.002 m)             | 134 m                                 | Highland                  | M134        | 11a: Loch Duich bis Cannich        |                                       |
|      | Aonach Meadhoin           | Aonach Meadhoin           | ˈɯːnəx ˈmiə.ɛɲ              | Mittlerer Grat                            | 3.284 ft (1.001 m)             | 174 m                                 | Highland                  | M135        | 11a: Loch Duich bis Cannich        |                                       |
|      | Mullach na Dheiragain     | Mullach na Dheiragain     |                             | Berg des Turmfalken (unsicher)            | 3.222 ft (982 m)               | 144 m                                 | Highland                  | M167        | 11a: Loch Duich bis Cannich        |                                       |
|      | Ciste Dhubh               | Ciste Dhubh               | ˈkʰʲiʃtʲə ˈɣuh              | Schwarzer Kasten                          | 3.212 ft (979 m)               | 388 m                                 | Highland                  | M173        | 11a: Loch Duich bis Cannich        |                                       |
|      | Càrn Ghluasaid            | Càrn Ghluasaid            |                             | Berg der Bewegung                         | 3.140 ft (957 m)               | 62 m                                  | Highland                  | M203        | 11b: Glen Affric bis Glen Moriston |                                       |
|      | Sàileag                   | Sàileag                   | ˈs̪aːlak                     | Kleiner Absatz, kleine Ferse              | 3.136 ft (956 m)               | 91 m                                  | Highland                  | M205        | 11a: Loch Duich bis Cannich        |                                       |
|      | An Socach                 | An Socach                 |                             | Die Schnauze                              | 3.022 ft (921 m)               | 124 m                                 | Highland                  | M269        | 11a: Loch Duich bis Cannich        |                                       |
|      | A’ Ghlas-bheinn           | A’ Ghlas-bheinn           |                             | Der grün-graue Berg                       | 3.012 ft (918 m)               | 407 m                                 | Highland                  | M273        | 11a: Loch Duich bis Cannich        |                                       |

## Region 12:Kyle of LochalshbisInverness, nördlich vonLoch Mullardoch
| Bild | Name                        | Gälischer Name              | Gälische Aussprache     | Bedeutung des Namens                                | Höhe in Meter (m) und Fuß (ft) | Schartenhöhe (Prominenz) in Meter (m) | Koordinaten, Council Area | SMC- Nummer | Teilregion                      | Anmerkungen |
| ---- | --------------------------- | --------------------------- | ----------------------- | --------------------------------------------------- | ------------------------------ | ------------------------------------- | ------------------------- | ----------- | ------------------------------- | --- |
|      | Sgùrr na Lapaich            | Sgùrr na Lapaich            | ˈs̪kuːrˠ nə ˈlˠ̪aʰpɪç     | Felsige Spitze des Sumpfs                           | 3.773 ft (1.150 m)             | 839 m                                 | Highland                  | M024        | 12b: Killilan bis Inverness     | |
|      | An Riabhachan               | An Riabhachan               | əˈrˠiəvəxan             | Der Graugestreifte, der Graugescheckte              | 3.704 ft (1.129 m)             | 301 m                                 | Highland                  | M029        | 12b: Killilan bis Inverness     | |
|      | Sgùrr a’ Choire Ghlais      | Sgùrr a’ Choire Ghlais      | ˈs̪kuːrˠ ə ˈxɔɾʲə ˈɣlˠ̪aʃ | Spitze des grün-grauen Kars                         | 3.553 ft (1.083 m)             | 818 m                                 | Highland                  | M060        | 12a: Kyle of Lochalsh bis Garve | |
|      | An Socach                   | An Socach                   |                         | Die Schnauze                                        | 3.507 ft (1.069 m)             | 204 m                                 | Highland                  | M067        | 12b: Killilan bis Inverness     | |
|      | Sgùrr a’ Chaorachain        | Sgùrr a’ Chaorachain        |                         | Spitze des Platzes der Ebereschen                   | 3.455 ft (1.053 m)             | 568 m                                 | Highland                  | M078        | 12a: Kyle of Lochalsh bis Garve | |
|      | Sgùrr Fhuar-thuill          | Sgùrr Fhuar-thuill          |                         | Spitze des kalten Lochs, Spitze der kalten Höhlung  | 3.442 ft (1.049 m)             | 144 m                                 | Highland                  | M082        | 12a: Kyle of Lochalsh bis Garve | |
|      | Maoile Lunndaidh            | Maoile Lunndaidh            | ˈmɯlə ˈlˠ̪ũːn̪ˠt̪ɪ         | Kahler Berg des nassen Orts                         | 3.297 ft (1.005 m)             | 11 m                                  | Highland                  | M125        | 12a: Kyle of Lochalsh bis Garve | Höchster Punkt des Massivs ist der Creag Toll a’ Choin (1005,2 m/3298 ft), die Munro-Liste des SMC listet weiterhin den Maoile Lunndaidh. |
|      | Sgùrr Choinnich             | Sgùrr Choinnich             | s̪kurˠˈxɤɲɪç             | Moosige Spitze                                      | 3.278 ft (999 m)               | 134 m                                 | Highland                  | M139        | 12a: Kyle of Lochalsh bis Garve | |
|      | Sgùrr na Ruaidhe            | Sgùrr na Ruaidhe            |                         | Spitze der Röte                                     | 3.258 ft (993 m)               | 226 m                                 | Highland                  | M151        | 12a: Kyle of Lochalsh bis Garve | |
|      | Càrn nan Gobhar             | Càrn nan Gobhar             | ˈkʰaːrˠn nəŋ ˈko.əɾ     | Berg der Ziegen                                     | 3.258 ft (993 m)               | 196 m                                 | Highland                  | M152        | 12b: Killilan bis Inverness     | |
|      | Càrn nan Gobhar             | Càrn nan Gobhar             | ˈkʰaːrˠn nəŋ ˈko.əɾ     | Berg der Ziegen                                     | 3.255 ft (992 m)               | 137 m                                 | Highland                  | M153        | 12a: Kyle of Lochalsh bis Garve | |
|      | Lurg Mhòr                   | Lurg Mhòr                   |                         | Großer Schenkel                                     | 3.238 ft (987 m)               | 442 m                                 | Highland                  | M163        | 12a: Kyle of Lochalsh bis Garve | |
|      | Bidein a’ Choire Sheasgaich | Bidein a’ Choire Sheasgaich |                         | Spitze des Kars der unfruchtbaren/milchlosen Rinder | 3.100 ft (945 m)               | 209 m                                 | Highland                  | M224        | 12a: Kyle of Lochalsh bis Garve | |
|      | Mòruisg                     | Mòruisg                     | ˈmoːɾɯʃkʲ               | Großes Wasser                                       | 3.045 ft (928 m)               | 594 m                                 | Highland                  | M255        | 12a: Kyle of Lochalsh bis Garve | |

## Region 13:Loch CarronbisLoch Maree
| Bild | Name                                  | Gälischer Name                     | Gälische Aussprache      | Bedeutung des Namens                                               | Höhe in Meter (m) und Fuß (ft) | Schartenhöhe (Prominenz) in Meter (m) | Koordinaten, Council Area | SMC- Nummer | Teilregion                        | Anmerkungen |
| ---- | ------------------------------------- | ---------------------------------- | ------------------------ | ------------------------------------------------------------------ | ------------------------------ | ------------------------------------- | ------------------------- | ----------- | --------------------------------- | ----------- |
|      | Liathach – Spidean a’ Choire Leith    | Spidean a’ Choire Leith            | ˈs̪pitʲan ə ˈxɔɾʲə ˈʎeː   | Der Graue – Spitze des grauen Kars                                 | 3.461 ft (1.055 m)             | 957 m                                 | Highland                  | M075        | 13a: Loch Torridon bis Loch Maree |             |
|      | Liathach – Mullach an Rathain         | Mullach an Rathain                 |                          | Der Graue – Gipfel der Reihe von Felsspitzen                       | 3.356 ft (1.023 m)             | 152 m                                 | Highland                  | M108        | 13a: Loch Torridon bis Loch Maree |             |
|      | Beinn Eighe – Ruadh-stac Mòr          | Ruadh-stac Mòr                     | peɲ ˈe.ə ˈrˠuəs̪t̪ak ˈmoːɾ | Berg der Feile – Großer roter Gipfel                               | 3.314 ft (1.010 m)             | 632 m                                 | Highland                  | M120        | 13a: Loch Torridon bis Loch Maree |             |
|      | Beinn Eighe – Spidean Coire nan Clach | Spidean Coire nan Clach            |                          | Berg der Feile – Spitze des steinigen Kars                         | 3.258 ft (993 m)               | 172 m                                 | Highland                  | M150        | 13a: Loch Torridon bis Loch Maree |             |
|      | Beinn Alligin – Sgùrr Mhòr            | Beinn Àilleagan – Sgùrr Mhòr       |                          | Berg der Schönheit, Edelsteingeschmückter Berg – Große Spitze      | 3.235 ft (986 m)               | 601 m                                 | Highland                  | M162        | 13a: Loch Torridon bis Loch Maree |             |
|      | Sgòrr Ruadh                           | Sgòrr Ruadh                        | ˈs̪kuːrˠ ˈrˠuəɣ           | Rote Spitze                                                        | 3.156 ft (962 m)               | 727 m                                 | Highland                  | M195        | 13b: Applecross bis Achnasheen    |             |
|      | Maol Chean-dearg                      | Maol Chean-dearg                   | ˈmɯːlˠ̪çan̪ˠ ˈtʲɛrɛk       | Kahler roter Kopf                                                  | 3.061 ft (933 m)               | 514 m                                 | Highland                  | M247        | 13b: Applecross bis Achnasheen    |             |
|      | Beinn Liath Mhòr                      | Beinn Liath Mhòr                   | ˈpeiɲ ˈliə ˈvoːɾ         | Großer grauer Berg                                                 | 3.038 ft (926 m)               | 271 m                                 | Highland                  | M258        | 13b: Applecross bis Achnasheen    |             |
|      | Beinn Alligin – Tom na Gruagaich      | Beinn Àilleagan – Tom na Gruagaich |                          | Berg der Schönheit, Edelsteingeschmückter Berg – Berg der Jungfrau | 3.025 ft (922 m)               | 155 m                                 | Highland                  | M268        | 13a: Loch Torridon bis Loch Maree |             |

## Region 14:Loch MareebisLoch Broomund Garve
| Bild | Name                                 | Gälischer Name                | Gälische Aussprache         | Bedeutung des Namens                          | Höhe in Meter (m) und Fuß (ft) | Schartenhöhe (Prominenz) in Meter (m) | Koordinaten, Council Area | SMC- Nummer | Teilregion                     | Anmerkungen |
| ---- | ------------------------------------ | ----------------------------- | --------------------------- | --------------------------------------------- | ------------------------------ | ------------------------------------- | ------------------------- | ----------- | ------------------------------ | ----------- |
|      | Sgùrr Mòr                            | Sgùrr Mòr                     | ˈs̪kuːrˠ ˈmoːɾ               | Große Spitze                                  | 3.640 ft (1.109 m)             | 915 m                                 | Highland                  | M043        | 14b: The Fannaichs             |             |
|      | Sgùrr nan Clach Geala                | Sgùrr nan Clach Geala         | ˈs̪kuːrˠ nəŋ ˈkʰlˠ̪ax ˈkʲalˠ̪ə | Spitze der weißen Steine                      | 3.586 ft (1.093 m)             | 228 m                                 | Highland                  | M053        | 14b: The Fannaichs             |             |
|      | An Teallach – Bidein a' Ghlas Thuill | Bidein a' Ghlas Thuill        | əɲˈtʰʲalˠ̪əx                 | Die Schmiede – Spitze der graugrünen Höhlung  | 3.484 ft (1.062 m)             | 756 m                                 | Highland                  | M072        | 14a: Loch Maree bis Loch Broom |             |
|      | An Teallach – Sgùrr Fiona            | Sgùrr Fiona                   | əɲˈtʰʲalˠ̪əx                 | Die Schmiede – Helle Spitze, Spitze des Weins | 3.478 ft (1.060 m)             | 145 m                                 | Highland                  | M073        | 14a: Loch Maree bis Loch Broom |             |
|      | Mullach Coire Mhic Fhearchair        | Mullach Coire Mhic Fhearchair |                             | Gipfel des Kars von Farquhars Sohn            | 3.340 ft (1.018 m)             | 594 m                                 | Highland                  | M115        | 14a: Loch Maree bis Loch Broom |             |
|      | Sgùrr Breac                          | Sgùrr Breac                   |                             | Gefleckte Spitze                              | 3.278 ft (999 m)               | 451 m                                 | Highland                  | M138        | 14b: The Fannaichs             |             |
|      | A’ Chailleach                        | A’ Chailleach                 |                             | Die alte Frau                                 | 3.271 ft (997 m)               | 128 m                                 | Highland                  | M144        | 14b: The Fannaichs             |             |
|      | Sgùrr Bàn                            | Sgùrr Bàn                     |                             | Weiße Spitze                                  | 3.245 ft (989 m)               | 165 m                                 | Highland                  | M157        | 14a: Loch Maree bis Loch Broom |             |
|      | Slioch                               | Sleaghach                     | ˈʃlɤː.əx                    | Der Speer                                     | 3.219 ft (981 m)               | 626 m                                 | Highland                  | M170        | 14a: Loch Maree bis Loch Broom |             |
|      | A’ Mhaighdean                        | A’ Mhaighdean                 | ə ˈvɤitʲan                  | Die Jungfrau                                  | 3.173 ft (967 m)               | 442 m                                 | Highland                  | M187        | 14a: Loch Maree bis Loch Broom |             |
|      | Beinn Liath Mhòr Fannaich            | Beinn Liath Mhòr Fannaich     |                             | Großer grauer Berg von Fannaich               | 3.130 ft (954 m)               | 109 m                                 | Highland                  | M209        | 14b: The Fannaichs             |             |
|      | Meall Gorm                           | Meall Gorm                    |                             | Blauer Berg                                   | 3.114 ft (949 m)               | 113 m                                 | Highland                  | M215        | 14b: The Fannaichs             |             |
|      | Beinn Tarsuinn                       | Beinn Tarsuinn                |                             | Quer verlaufender Berg                        | 3.074 ft (937 m)               | 206 m                                 | Highland                  | M238        | 14a: Loch Maree bis Loch Broom |             |
|      | Meall a’ Chrasgaidh                  | Meall a’ Chrasgaidh           | ˈmjaulˠ̪ ə ˈxɾas̪kɪ           | Berg der Kreuzung                             | 3.064 ft (934 m)               | 115 m                                 | Highland                  | M243        | 14b: The Fannaichs             |             |
|      | Fionn Bheinn                         | Fionn Bheinn                  | ˈfjũːn̪ˠveɲ                  | Bleichfarbener Berg, Weißer Berg              | 3.061 ft (933 m)               | 658 m                                 | Highland                  | M246        | 14b: The Fannaichs             |             |
|      | An Coileachan                        | An Coileachan                 |                             | Der kleine Hahn                               | 3.028 ft (923 m)               | 148 m                                 | Highland                  | M266        | 14b: The Fannaichs             |             |
|      | Sgùrr nan Each                       | Sgùrr nan Each                | ˈs̪kuːrˠ nə ˈɲɛx             | Spitze der Pferde                             | 3.028 ft (923 m)               | 108 m                                 | Highland                  | M267        | 14b: The Fannaichs             |             |
|      | Ruadh Stac Mòr                       | Ruadh Stac Mòr                | ˈrˠuəs̪t̪ak ˈmoːɾ             | Großer roter Gipfel                           | 3.011 ft (918 m)               | 166 m                                 | Highland                  | M276        | 14a: Loch Maree bis Loch Broom |             |

## Region 15:UllapoolbisMoray Firth
| Bild | Name                         | Gälischer Name                | Gälische Aussprache | Bedeutung des Namens                                | Höhe in Meter (m) und Fuß (ft) | Schartenhöhe (Prominenz) in Meter (m) | Koordinaten, Council Area | SMC- Nummer | Teilregion                       | Anmerkungen |
| ---- | ---------------------------- | ----------------------------- | ------------------- | --------------------------------------------------- | ------------------------------ | ------------------------------------- | ------------------------- | ----------- | -------------------------------- | ----------- |
|      | Ben Dearg                    | Beinn Dearg                   | ˈpeiɲ ˈtʲɛɾɛk       | Roter Berg                                          | 3.556 ft (1.084 m)             | 805 m                                 | Highland                  | M057        | 15a: Loch Broom bis Strath Oykel |             |
|      | Ben Wyvis – Glas Leathad Mòr | Beinn Uais – Glas Leathad Mòr |                     | Berg des Schreckens – Großer grüner Abhang          | 3.432 ft (1.046 m)             | 691 m                                 | Highland                  | M085        | 15b: Loch Vaich bis Moray Firth  |             |
|      | Cona’ Mheall                 | Cona’ Mheall                  |                     | Angrenzender Berg                                   | 3.209 ft (978 m)               | 165 m                                 | Highland                  | M176        | 15a: Loch Broom bis Strath Oykel |             |
|      | Meall nan Ceapraichean       | Meall nan Ceapraichean        |                     | Berg der stumpfen Hügel, Berg der stoppeligen Hügel | 3.205 ft (977 m)               | 125 m                                 | Highland                  | M177        | 15a: Loch Broom bis Strath Oykel |             |
|      | Am Faochagach                | Am Faochagach                 |                     | Der Platz der Muscheln                              | 3.127 ft (953 m)               | 367 m                                 | Highland                  | M210        | 15a: Loch Broom bis Strath Oykel |             |
|      | Eididh nan Clach Geala       | Eididh nan Clach Geala        |                     | Netz der weißen Steine                              | 3.041 ft (927 m)               | 166 m                                 | Highland                  | M257        | 15a: Loch Broom bis Strath Oykel |             |
|      | Seana Bhràigh                | Seana Bhràigh                 |                     | Alter oberer Teil                                   | 3.038 ft (926 m)               | 251 m                                 | Highland                  | M262        | 15a: Loch Broom bis Strath Oykel |             |

## Region 16: Far North
| Bild | Name                         | Gälischer Name    | Gälische Aussprache | Bedeutung des Namens                     | Höhe in Meter (m) und Fuß (ft) | Schartenhöhe (Prominenz) in Meter (m) | Koordinaten, Council Area | SMC- Nummer | Teilregion                  | Anmerkungen        |
| ---- | ---------------------------- | ----------------- | ------------------- | ---------------------------------------- | ------------------------------ | ------------------------------------- | ------------------------- | ----------- | --------------------------- | ------------------ |
|      | Ben More Assynt              | Beinn Mhòr Asaint | peiɲ ˈvoːɾ ˈas̪əɲtʲ  | Großer Berg von Assynt                   | 3.274 ft (998 m)               | 835 m                                 | Highland                  | M141        | 16c. Scourie bis Lairg      |                    |
|      | Conival                      | Cona Mheall       | ˈkʰɔn̪ˠəvjalˠ̪        | Berg des Hunds oder Berg der Versammlung | 3.238 ft (987 m)               | 101 m                                 | Highland                  | M158        | 16c. Scourie bis Lairg      |                    |
|      | Ben Klibreck – Meall nan Con | Beinn Clìbric     | ˈpeiɲ ˈkleːpɾʲiçkʲ  | Berg der gefleckten Klippe               | 3.156 ft (962 m)               | 818 m                                 | Highland                  | M194        | 16b. Altnaharra bis Dornoch |                    |
|      | Ben Hope                     | Beinn Hòb         | peɲ ˈhɔːp           | Berg der Bucht                           | 3.041 ft (927 m)               | 772 m                                 | Highland                  | M256        | 16a. Durness bis Loch Shin  | Nördlichster Munro |

## Region 17:SkyeundMull
|  |  |

| Bild | Name                                | Gälischer Name       | Gälische Aussprache  | Bedeutung des Namens                                           | Höhe in Meter (m) und Fuß (ft) | Schartenhöhe (Prominenz) in Meter (m) | Koordinaten, Council Area | SMC- Nummer | Teilregion               | Anmerkungen                            |
| ---- | ----------------------------------- | -------------------- | -------------------- | -------------------------------------------------------------- | ------------------------------ | ------------------------------------- | ------------------------- | ----------- | ------------------------ | -------------------------------------- |
|      | Sgùrr Alasdair                      | Sgùrr Alasdair       | s̪kurˠˈalˠ̪əs̪t̪əɾʲ      | Alexanders Spitze (nach dem Erstbesteiger Alexander Nicholson) | 3.255 ft (992 m)               | 992 m                                 | Highland                  | M154        | 17a: Skye, Cuillin Hills | Höchster Insel-Munro                   |
|      | Sgùrr Dearg (Inaccessible Pinnacle) | Sgùrr Dearg          | ˈs̪kuːrˠ ˈtʲɛɾɛk      | Rote Spitze                                                    | 3.235 ft (986 m)               | 187 m                                 | Highland                  | M164        | 17a: Skye, Cuillin Hills | Klettertechnisch schwierigster Munro   |
|      | Sgùrr a’ Ghreadaidh                 | Sgùrr a’ Ghreadaidh  | ˈs̪kuːrˠ ə ˈɣɾet̪ɪ     | Spitze der Qual, Spitze der Angst                              | 3.192 ft (973 m)               | 124 m                                 | Highland                  | M185        | 17a: Skye, Cuillin Hills |                                        |
|      | Ben More                            | Beinn Mhòr           | ˈpeiɲ ˈvoːɾ          | Großer Berg                                                    | 3.169 ft (966 m)               | 966 m                                 | Argyll and Bute           | M189        | 17b: Mull                | Einziger Inselmunro außerhalb von Skye |
|      | Sgùrr na Banachdich                 | Sgùrr na Banachdaich | ˈs̪kuːrˠ nə ˈpanəxkɪç | Spitze des Milchmädchens                                       | 3.166 ft (965 m)               | 114 m                                 | Highland                  | M190        | 17a: Skye, Cuillin Hills | Westlichster Munro                     |
|      | Sgùrr nan Gillean                   | Sgùrr nan Gillean    | ˈs̪kuːrˠ nəŋ ˈkʲiʎən  | Spitze der jungen Männer                                       | 3.163 ft (964 m)               | 204 m                                 | Highland                  | M191        | 17a: Skye, Cuillin Hills |                                        |
|      | Bruach na Frìthe                    | Bruach na Frìthe     | ˈpɾuəx nə ˈfɾʲiː.ə   | Abhang des Hirschwalds                                         | 3.143 ft (958 m)               | 125 m                                 | Highland                  | M200        | 17a: Skye, Cuillin Hills |                                        |
|      | Sgùrr Mhic Chòinnich                | Sgùrr Mhic Chòinnich | ˈs̪kurˠ içˈkɤɲɪç      | MacKenzies Spitze                                              | 3.110 ft (948 m)               | 56 m                                  | Highland                  | M217        | 17a: Skye, Cuillin Hills |                                        |
|      | Sgùrr Dubh Mòr                      | Sgùrr Dubh Mòr       |                      | Große schwarze Spitze                                          | 3.097 ft (944 m)               | 89 m                                  | Highland                  | M228        | 17a: Skye, Cuillin Hills |                                        |
|      | Am Basteir                          | Am Baisteir          | əmˈpaʃtʲɛɾʲ          | unsicher (wahrscheinlich nicht Der Scharfrichter)              | 3.064 ft (934 m)               | 49 m                                  | Highland                  | M242        | 17a: Skye, Cuillin Hills |                                        |
|      | Blaven                              | Blà Bheinn           | ˈplˠ̪aːveɲ            | Blauer Berg, Warmer Berg                                       | 3.048 ft (929 m)               | 862 m                                 | Highland                  | M252        | 17a: Skye, Cuillin Hills |                                        |
|      | Sgùrr nan Eag                       | Sgùrr nan Eag        |                      | Spitze der Scharten                                            | 3.032 ft (924 m)               | 129 m                                 | Highland                  | M265        | 17a: Skye, Cuillin Hills |                                        |
|      | Sgùrr a’ Mhadaidh                   | Sgùrr a’ Mhadaidh    | ˈs̪kuːrˠ ə ˈvat̪ɪ      | Spitze des Fuchses                                             | 3.012 ft (918 m)               | 71 m                                  | Highland                  | M277        | 17a: Skye, Cuillin Hills |                                        |